# Peter Pennink
Peter Karel Alexander Pennink (Batavia, 23 december 1924 - Hattem, 21 juli 2007) was een Nederlands bouwkundig ingenieur, architect en hoogleraar aan de Technische Universiteit Delft.

## Levensloop

### Jeugd, opleiding en eerste carrièrestappen
Pennink was de zoon van Mathild Marie Willem Pennink (1893-1973), oud-directeur van handelshuis Lindeteves-Jacoberg en ridder in de Orde van Oranje-Nassau, en Katherina Josephine Pino (1901-1985), jongere zus van Hetty Pino en draagster van het Verzetsherdenkingskruis.
Na de lagere school in Batavia en enkele klassen van de HBS rondde hij de HBS af op het Rotterdams Lyceum. Vervolgens studeerde hij bouwkunde aan de Technische Hogeschool Delft, alwaar hij in 1953 afstudeerde.
In 1952 was Pennink samen met Frederik Willem de Vlaming en Harry Salm een eigen architectenbureau gestart. In 1959 leidde hij het kantoor aan de Van Eeghenstraat 171 te Amsterdam. In 1964 deed hij mee aan een wedstrijd uitgeschreven door Bond van Nederlandse Architecten voor het ontwerpen van een nieuw hoofdkantoor in Amsterdam. Hij kreeg daarvoor de tweede prijs (een eerste werd niet uitgeloofd).

### Verdere carrière
Pennink was in 1965 aangesteld als hoogleraar aan de faculteit Bouwkunde van de Technische Universiteit Delft, waar hij tot 1985 bleef lesgeven. Hij doceerde aldaar ontwerponderwijs en functionele analyse. Hij had die functie nauwelijks aanvaard, toen hij werd gevraagd een eerste schets te leveren voor de Utrechtse wijk Lunetten; het werd niet overgenomen; het zou niet passen binnen de “bouwstroom”.
In 1972 streed hij voor aanpassingen in het Vondelpark om het toenemend bezoek beheersbaar te kunnen houden; ook dat werd door de Amsterdamse Burgemeester en wethouders naast zich neergelegd. In december 1985 hield hij een afscheidsrede onder de titel Architectuur-De schijn van eenvoud. Zijn voorkeur in het vak ging uit naar recht-toe-recht-aan-constructies van beton.
In aanvulling op ontwerpen en doceren was hij ook enige tijd lid van de commissie van beroep voor het architectenexamen van het Architectenregister. Pennink schreef ook een boek over collega Marius Duintjer en Landschap Prentenboek. In 1982 maakte hij deel uit van een commissie die onderzoek moest doen naar de enorme kostenoverschrijdingen bij de bouw van de Stopera.

### Familie
Peter Pennink was in Rotterdam getrouwd met Hendrika Jacoba van Steeden (1952), maar ging wonen in de Amsterdamse flat Amstelstein van collega Jo van der Mey. Hij was tijdgenoot van de gedeeltelijke instorting van die flat en was betrokken bij de herstelwerkzaamheden.
Hun zoon is Arnoud-Jan Pennink, die in Delft studeerde, maar voor de politiek koos.

## Werken
Peter Pennink maakte een beperkt aantal ontwerpen, waaronder:
- Instrumentenfabriek Observator (100 bij 24,5 meter te Rotterdam, Westzeedijk en Zalmhaven, 1959;[8][9]
- Brug 385 in Amsterdam, 1959-1960
- Kerkstraat 99-103 (1961)
- Genoemde ontwerp voor nieuw hoofdkantoor in Amsterdam, 1964 (niet uitgevoerd)
- Genoemde schetsontwerp voor de Utrechtse wijk Lunetten, 1965 (niet uitgevoerd)
- Mormonenkerk Jezus Christus van de Heilige der laatste Dagen (Watergraafsmeer, Amsterdam, 1966)
- Menno Simonszhuis in Amsterdam, 1968-1969.[2][10]
- Gebouw voor de huisvesting van de Hoge Raad in Den Haag uit 1988[2]
- Renovatie van het “oude” gebouw van de Koninklijk Bibliotheek Den Haag, alsmede het ontwerp van de toenmalige nieuwbouw[2]

## Publicaties
- P.K.A. Pennink, Inleiding in het architectonisch ontwerpen. Technische Hogeschool Delft. Afdeling der Bouwkunde. Vakgroep 9, Ontwerpen van gebouwen/Utiliteitsbouw. 1970s; 1982.
- Pennink, prof. Ir. P.K.A. Marius Duintjer architect, Amsterdam, Architectengroep Duintjer, 1986.

- Biografisch Portaal: 51150740
- International Standard Name Identifier: 0000 0000 3467 9075
- Library of Congress Control Number: n85350128
- Nederlandse Thesaurus van Auteursnamen: 07156926X
- RKD-Nederlands Instituut voor Kunstgeschiedenis: 277629
- Union List of Artist Names: 500098021
- Virtual International Authority File: 3933504
- WorldCat: E39PBJvCPMJX4j8qjm6XtwdG73